# 查氏似蚁蛛
查氏似蚁蛛（学名：Synageles charitonovi）为跳蛛科似蚁蛛属的动物。在中国大陆，分布于新疆等地，常生活于林间草丛。该物种的模式产地在苏联。